# Unai Osa
Unai Osa Eizaguirre, né le 10 juin 1975 à Deba, est un coureur cycliste espagnol.

## Biographie
Il passe professionnel en 1997 dans l'équipe Banesto, où il retrouve son frère Aitor, professionnel depuis 1995.
Bon grimpeur, il acquiert sa première victoire en 1999 lors de la Classique des Alpes en battant au sprint Benoît Salmon, dix jours après être monté sur le podium de la Bicyclette basque. La semaine suivante, il est à nouveau à son avantage durant le Critérium du Dauphiné libéré : huitième du contre-la-montre menant au Mont Ventoux, il prend la septième place du classement général. En août, sa victoire finale sur le Tour de l'Avenir en fait un des principaux espoirs espagnols pour les courses par étapes.
Unai Osa réalise la meilleure performance de sa carrière au Tour d'Italie 2001. Parmi les meilleurs en montagne (3e à Arco, 6e au Col Pordoi), il termine à la troisième place, derrière Gilberto Simoni et Abraham Olano.
Les années suivantes, il continue d'obtenir des résultats honorables sur les courses par étapes, notamment une neuvième place au Tour d'Espagne 2003, mais ne parvient pas à gagner. Il n'est pas épargné par les blessures, victimes de deux fractures de la clavicule en 2004.
Il rejoint l'équipe Liberty Seguros en 2006. Auteur d'un bon Tour d'Italie (18e), il est cité dans l'affaire Puerto et ne participe plus à aucune compétition cette année-là. Alors qu'il devait courir chez Astana en 2007, il se fracture la clavicule en chutant à l'entraînement en décembre 2006 et décide de mettre un terme à sa carrière.

## Palmarès

### Palmarès amateur
- 1993
  -  Champion d'Espagne sur route juniors
- 1995
  - Circuito de Pascuas
  - Mémorial Etxaniz
  - 3e du Tour de la Bidassoa
- 1996
  - Memorial Valenciaga
  - Prueba Loinaz
  - Tour de la Bidassoa :
    - Classement général
    - 2e, 3e et 5e étapes

  - Subida a Altzo
  - 2e de Bayonne-Pampelune
  - 3e du Trophée Iberdrola
  - 3e du Tour des régions italiennes

### Palmarès professionnel
- 1997
  - 3e du Challenge de Majorque
- 1999
  - Classique des Alpes
  - Classement général du Tour de l'Avenir
  - 3e de la Bicyclette basque
  - 7e du Critérium du Dauphiné libéré
- 2001
  - 3e du Tour d'Italie
- 2003
  - 9e du Tour d'Espagne

## Résultats sur les grands tours

### Tour de France
1 participation
- 2002 : 18e

### Tour d'Italie
4 participations
- 2000 : non-partant (2e étape)
- 2001 : 3e
- 2005 : 16e
- 2006 : 18e

### Tour d'Espagne
5 participations
- 2000 : 56e
- 2001 : 22e
- 2003 : 9e
- 2004 : 21e
- 2005 : 17e